# Christianisme en Érythrée

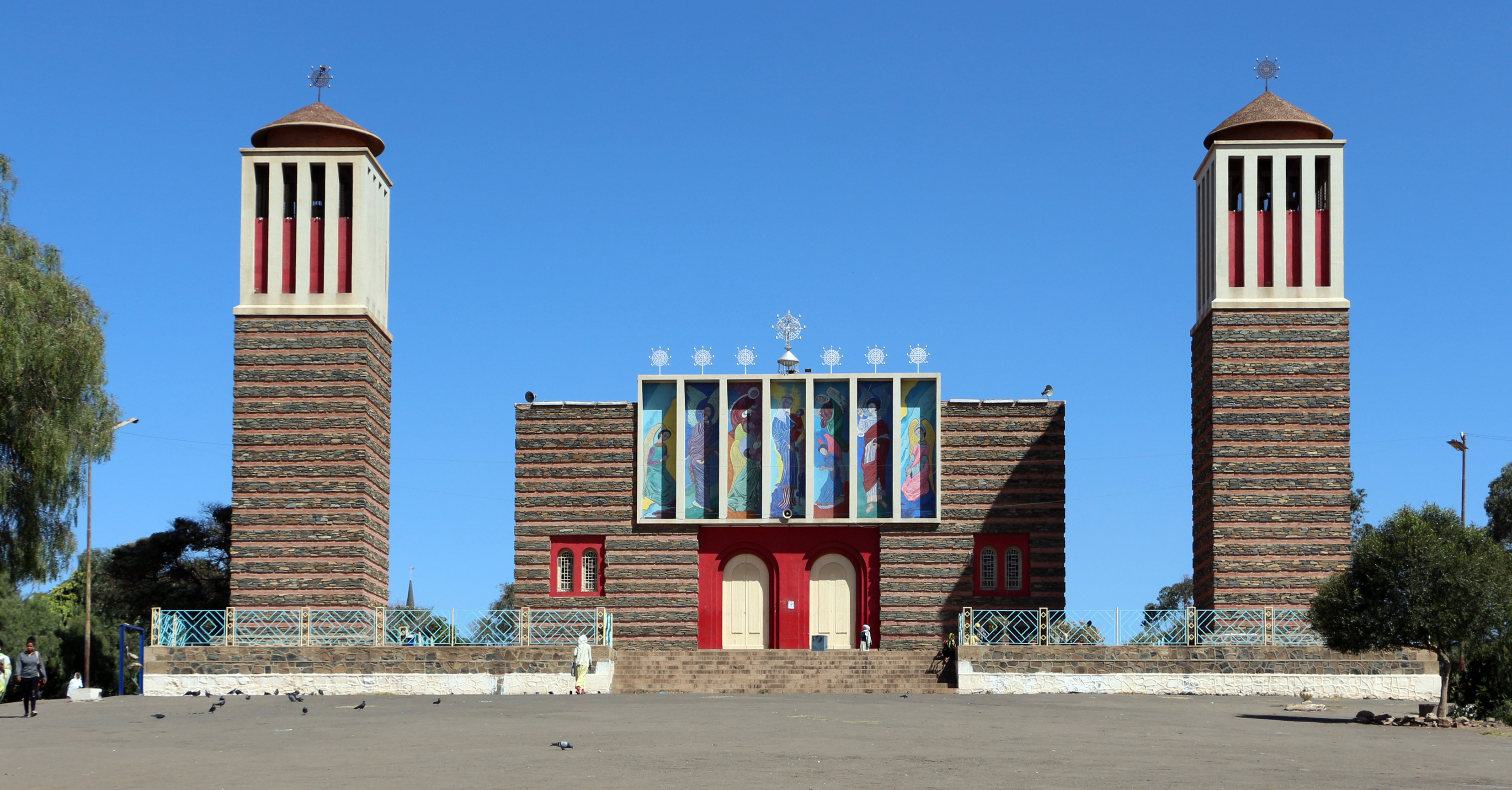
Asmara, cattedrale ortodossa 04

Le christianisme en Érythrée rassemble environ la moitié de la population du pays.
La plupart de ces chrétiens appartiennent à l'Église érythréenne orthodoxe, émancipée de l'église copte et devenue une église autocéphale. En 1998 l'archevêque d'Asmara est devenu son patriarche.  
De son côté, l'Église catholique en Érythrée a des diocèses à Asmara, à Barentu et à Keren. Elle regroupe 150 000 fidèles, répartis en trois éparchies. 
On compte aussi environ 90 000 protestants luthériens en Érythrée.
Depuis 2002 les seules églises reconnues par l'État sont l'église luthérienne, l'Église catholique romaine et l'Église érythréenne orthodoxe. L'Église Adventiste du Septième Jour est en particulier interdite.